# Cnut av Northumbria
Cnut av Northumbria, död 905, var en engelsk monark. Han var kung av Kungariket Jorvik (kung av södra Northumbria och York) 900–905. 